# جوشكون طاش
جوشكون طاش (بالتركية: Coşkun Taş)‏، (23 أبريل 1934 - 11 نوفمبر 2024)، هو لاعب كرة قدم تركي، وكان يلعب مركز مهاجم، ولعب في 3 أندية، وهي بشكتاش التركية، وكولن وبونر الألمانيتان.

## وصلة خارجية
- قالب:Mackolik player

جوشكون طاش على موقع الاتحاد الدولي (مؤرشف)  (الإنجليزية)
- جوشكون طاش على موقع اتحاد تركيا (لاعب) (الإنجليزية)
- جوشكون طاش على موقع قاعدة بيانات كرة القدم.إي يو (الإنجليزية)
- جوشكون طاش على موقع ناشيونال فوتبول تيمز (الإنجليزية)
- جوشكون طاش على موقع عالم كرة القدم.نت (الإنجليزية)